# Myndus miserabilis
Myndus miserabilis är en insektsart som beskrevs av Synave 1961. Myndus miserabilis ingår i släktet Myndus och familjen kilstritar. Inga underarter finns listade i Catalogue of Life.